# Stefan Selakovic
Stefan Selakovic (Varberg, 9 januari 1977) is een Zweedse voetballer van Servische afkomst.

## Clubcarrière
Na gespeeld te hebben voor Varbergs GIF tekende hij bij Halmstads BK en won het Zweedse kampioenschap in 2000. In het jaar daarna werd hij topscorer van de Allsvenskan met 15 doelpunten. In 2001 tekende hij bij sc Heerenveen in de Nederlandse Eredivisie. Daar speelde hij 4 jaar om vervolgens weer terug te gaan naar Zweden in 2005. Daar speelt hij nu voor IFK Göteborg.

## Interlandcarrière
Onder leiding van bondscoach Lars Lagerbäck maakte Selakovic zijn debuut voor het Zweeds nationaal team op 10 februari 2001 in de vriendschappelijke uitwedstrijd tegen Thailand, net als Rade Prica (Helsingborgs IF) en Fredrik Berglund (IF Elfsborg). Hij nam in dat duel vanaf de strafschopstip het eerste Zweedse doelpunt voor zijn rekening. Selakovic speelde in totaal twaalf wedstrijden voor de nationale ploeg van Zweden, en maakte vier doelpunten.
| Interlands van Stefan Selakovic voor Zweden | Interlands van Stefan Selakovic voor Zweden | Interlands van Stefan Selakovic voor Zweden | Interlands van Stefan Selakovic voor Zweden | Interlands van Stefan Selakovic voor Zweden | Interlands van Stefan Selakovic voor Zweden |
| №                                           | Datum                                       | Wedstrijd                                   | Uitslag                                     | Competitie                                  | Goals                                       |
| Als speler van Halmstads BK                 | Als speler van Halmstads BK                 | Als speler van Halmstads BK                 | Als speler van Halmstads BK                 | Als speler van Halmstads BK                 | Als speler van Halmstads BK                 |
| ------------------------------------------- | ------------------------------------------- | ------------------------------------------- | ------------------------------------------- | ------------------------------------------- | ------------------------------------------- |
| 1                                           | 10 februari 2001                            | Thailand – Zweden                           | 1 – 4                                       | Vriendschappelijk                           | 25' (pen.)                                  |
| 2                                           | 12 februari 2001                            | China – Zweden                              | 2 – 2                                       | Vriendschappelijk                           | 0                                           |
| 3                                           | 17 februari 2001                            | China – Zweden                              | 0 – 3                                       | Vriendschappelijk                           | 19'                                         |
| 4                                           | 28 februari 2001                            | Malta – Zweden                              | 0 – 3                                       | Vriendschappelijk                           | 0                                           |
| 5                                           | 24 maart 2001                               | Zweden – Macedonië                          | 1 – 0                                       | WK-kwalificatie                             | 0                                           |
| 6                                           | 28 maart 2001                               | Moldavië – Zweden                           | 0 – 2                                       | WK-kwalificatie                             | 0                                           |
| Als speler van sc Heerenveen                |                                             |                                             |                                             |                                             |                                             |
| 7                                           | 13 februari 2002                            | Griekenland – Zweden                        | 2 – 2                                       | Vriendschappelijk                           | 64'                                         |
| 8                                           | 17 april 2002                               | Noorwegen – Zweden                          | 0 – 0                                       | Vriendschappelijk                           | 0                                           |
| 9                                           | 18 november 2003                            | Egypte – Zweden                             | 1 – 0                                       | Vriendschappelijk                           | 0                                           |
| 10                                          | 18 februari 2004                            | Albanië – Zweden                            | 2 – 1                                       | Vriendschappelijk                           | 50'                                         |
| 11                                          | 18 januari 2006                             | Saoedi-Arabië – Zweden                      | 1 – 1                                       | Vriendschappelijk                           | 0                                           |
| 12                                          | 23 januari 2006                             | Jordanië – Zweden                           | 0 – 0                                       | Vriendschappelijk                           | 0                                           |

## Clubs
- Varbergs GIF (-1996)
- Halmstads BK (1996-2001)
- sc Heerenveen (2001-2005)
- IFK Göteborg (2005-)

## Erelijst
Halmstads BK
- Zweeds landskampioen

1997, 2000
 IFK Göteborg
- Zweeds landskampioen

2007
- Zweeds bekerwinnaar

2008